# Evorinea villosa
Evorinea villosa là một loài bọ cánh cứng trong họ Dermestidae. Loài này được Boheman miêu tả khoa học năm 1851.